# Flandrisk spets
Flandrisk spets, spetsar knypplade i Flandern. Beteckningen används framförallt för två typer av spetsar dels en kombinationsspets med knypplade motiv av blommor eller slingrande band i vävbottnen och dels en modern vidareutveckling av en spets från 1600-talet där motiven som knypplas med vävslag utgörs av blommor, fåglar eller blomvaser.